# Арентсвил (Пенсилванија)
Арентсвил (енгл. Arendtsville) град је у америчкој савезној држави Пенсилванија.

## Демографија
По попису из 2010. године број становника је 952, што је 104 (12,3%) становника више него 2000. године.
| Група             | 2000.       | 2010.       |
| Белци             | 693 (81,7%) | 742 (77,9%) |
| Афроамериканци    | 11 (1,3%)   | 27 (2,8%)   |
| Азијати           | 2 (0,2%)    | 5 (0,5%)    |
| Хиспаноамериканци | 136 (16,0%) | 156 (16,4%) |
| Укупно            | 848         | 952         |